# Прве партизанске спортске игре
Прве партизанске спортске игре, Прве партизанске олимпијске игре или Фочанска олимпијада била је спортска манифестација НОВ и ПОЈ одржана током Другог светског рата у од нациста окупираној Европи, на ослобођеној територији. Игре су у склопу обележавања првомајског празника одржане у Фочи од 1. до 10. мај 1942. године, на иницијативу Јосипа Броза Тита. По завршетку Другог светског рата, још дуго су одржаване у овом граду као фочанска олимпијада, иако трансформисана у друге спортске садржаје.

## Предуслови
Предуслови за одржавање Првих партизанских спортских игрра створени су у фочанском периоду, важном делу у историји народноослободилачког рата који је трајао од 20. јануара до 10. маја 1942. године. Због друштвено-политичког деловања у то време у Фочи ова област ослобођене територија називана је фочанском републиком, јер су у њој боравили Врховни штаб НОВЈ, Централни комитет Комунистичке партије, Савеза комунистичке омладине Југославије и друга политичка и војна тела са врховним командантом Титом.
У тих 110 дана живота у слободи, у Фочи је организовати живот и створена идеја о могућем препороду. Међутим, то је бо само предах између две офанзиве. Из тог времена датирају и фочански прописи о организацији и раду народноослободилачких одбора, чији је аутор Моша Пијаде, али Прве партизанске спортске игре, прво организовано спортско такмичење током НОР-а.
Међутим, то је био само предах између две офанзиве. На дан последња фудбалска утакмица која је требало да се одигра 10. маја 1942. године, кренула је нова непријатељска офанзива, након које Фоча више није била слободан град.

## Историја
Идеја Јосипа Броза Тита да се организују и одржи прво спортско такмичења у Фочи, на слободној партизанској територији, дочекана је са одушевљењем. На ову идеју Тито је дошао имајући у виду значај спорта за популаризацију и јачање физичке и психичке спремности и морала бораца партизанских јединица у НОР, образлажући је речима:
Величина народа једне земље цијени се по томе како се он држи у данима нејтежих искушења: она се цијени по томе што је радни народ једне земље способан издржати и каква је његова морална снага у данима најтежих искушења.
Састанак организационог одбора
Након ове Титове идеје одржан је састанка иницијативног одбора Игара, којим је председавао Иво Лола Рибар, секретар ЦК СКОЈ-а и члан Политпироа ЦК КПЈ. Иво Лола Рибар се на овом састанку прихватио да буде њихов организатор, али и непосредни учесник.
На састанаку организационог одбора је закључено:
- да се оснује Спортска чета,
- да на играма буду заступљене дисциплине: фудбал, одбојка, атлетика и шах.
- да се Игре одрже у Фочи, на игралишту код Ћехотине, од 1. до 10. маја 1942. године

Окупљање тимова
Након закључака организационог одбора одмах је формирана Омладинска спортска чета. У оквиру ње почело се са окупљањем тимова, посебно фудбалских, јер је у том периоду у Фочи било више бораца који су до почетка рата били активни играчи у фудбалским клубовима у Београду, Чачку, Крагујевцу, Краљеву и Цетињу. У новооснованој омладинској чети у Фоча највећи део је чинио комплетни подмладак домаћег фудбалског тима „Гранична”. Поред овој чети посебно су се припремали фудбалски тимови:
- Врховног штаба,
- Ваљеваца (Пратеће чете ВШ),
- Команде Фочанске омладинске радне чете,
- Омладинске чете Фоче.

Последња фудбалска утакмица која је требало да се одигра 10. маја 1942, одложена је због ратних дејстава.